# Zeemanspot
De Zeemanspot was een verzetsorganisatie die gedurende de bezetting van Nederland in de Tweede Wereldoorlog financiële steun verleende aan de families van buitengaats verkerende Nederlandse zeelieden. Uit deze organisatie is later het zogenaamde "Landrottenfonds" ofwel het Nationaal Steun Fonds voortgekomen dat ook wel als de bank van het verzet wordt gezien.

## Ontstaansgeschiedenis
De eerste groep van Nederlanders die onder druk werden gezet door de bezetter waren de families van de zeevarenden die weigerden terug te keren naar de bezette gebieden om zich onder Duitse controle te plaatsen. Naar schatting bleven de meeste van de 18.000 zeelieden na 1940 weg uit Nederland. Na eerste dreigementen werden de rederijen in oktober 1941 geboden om het betalen van gages op zogenaamde week- en maandbrieven te stoppen. Als gevolg zouden de achtergebleven gezinnen alleen aanspraak kunnen maken op een minimale steun volgens de normen van Maatschappelijk Hulpbetoon.
Op verschillende plekken ontstonden spontane hulpcomités voor de betroffen families. Een vroeg voorbeeld is het Tromp Fonds, opgericht door de oud-marineofficier Iman Jacob van den Bosch, werkzaam bij Philips, die in december 1940 in Eindhoven al was begonnen met het ondersteunen van de families van militair personeel, vissers en zeevarenden die na de meidagen van 1940 naar Engeland waren vertrokken. Vanwege het doel om speciaal bij de verjaardagen van de betrokkenen actief te zijn, werd die ook wel de "verjaardagspot" genoemd. Na de directe maatregelen van de Duitse bezetter tegen de families van zeevarenden werd toen de Zeemanspot opgericht onder leiding van Abraham Filippo, gezagvoerder bij de Holland-Amerika Lijn (HAL), woonachtig in Rotterdam.
Alhoewel minister Steenberghe via Radio Oranje op 17 april 1941 had toegezegd dat de Nederlandse regering garant zou staan voor leningen ten behoeve van financiële steun aan de families van zeevarenden, leek het moeilijk een praktische implementatie te vinden en dus werd het systeem van de Zeemanspot aanvankelijk gebaseerd op donaties. In januari 1942 vroeg Filippo aan de bankier Walraven van Hall (met de schuilnamen Van Meerveldt of Van Tuyl) om een "Zeelieden Fonds" op te zetten in Amsterdam. Van Hall bedacht dat men van de garantie van Londen gebruik kon maken als men een administratie bij kon houden van de verstrekte leningen. Deze administratie werd gebaseerd op waardeloze waardepapieren zoals verlopen aandelen of zilverbonnen. Walraven van Hall richtte zich voornamelijk op de contacten tussen de Zeemanspot en de illegaliteit terwijl zijn broer Gijs van Hall zorg droeg voor de administratie.
Een flinke bijdrage aan de Zeemanspot werd gegenereerd door de bezetter zelf, toen die op 13 maart 1943 alle bankbiljetten van 1000 gulden ongeldig verklaarde. De gebroeders Van Hall en Filippo zagen hun kans schoon om instellingen en individuen te helpen met het omwisselen van hun ongeldige bankbiljetten en voorzagen op die manier de Zeemanspot van extra inkomsten. In Amsterdam ging het kassaldo omhoog van 212.000 naar 785.000 gulden, terwijl in Rotterdam een reserve van 1 miljoen werd aangelegd. Door deze significante schaalvergroting ontstond de mogelijkheid om de financiële steun sterk uit te breiden naar andere groepen, zoals personen die getroffen waren door de Februaristaking, onderduikers, illegale pers, spionage, etc. Hier scheidden de wegen tussen Filippo en de Van Halls en Van den Bosch. Filippo wilde gericht blijven op de originele doelgroep van de Zeemanspot terwijl anderen de mogelijkheid wilden benutten om op een veel grotere schaal de illegaliteit en het verzet te ondersteunen. Aldus werd het zogenaamde "Landrottenfonds" opgericht dat later de naam Nationaal Steun Fonds kreeg en onder leiding stond van Iman Jacob van den Bosch en Walraven van Hall.
De Zeemanspot heeft voor ongeveer 4700 gezinnen van koopvaarders gezorgd, 1400 van marine personeel en 300 gezinnen van leden van de landmacht met een totaal budget van fl. 5.200.000.

## Na de oorlog
Na de oorlog is de stichting "de Zeemanspot" opgericht. Deze stichting heeft het rust en herstellingsoord "De Witte Hull" aangekocht. Vervolgens is de Zeemanspot opgeheven en zijn de gelden geschonken aan twee reddingsmaatschappijen: De Koninklijke Zuid-Hollandsche Maatschappij tot Redding van Schipbreukelingen (KZHMRS) en de Koninklijke Noord- en Zuid-Hollandsche Redding-Maatschappij (KNZHRM). De Koninklijke Zuid-Hollandsche Maatschappij tot Redding van Schipbreukelingen (KZHMRS) heeft van het geld een reddingboot laten bouwen met de naam " de zeemanspot". De Koninklijke Noord- en Zuid-Hollandsche Redding-Maatschappij (KNZHRM) heeft in 1966 een fonds opgericht dat deze gelden beheert; dit is nu in beheer bij de Koninklijke Nederlandse Redding Maatschappij KNRM.

## Leden van de Zeemanspot
Een incomplete lijst van leden van de Zeemanspot met hun standplaats:
- Iman Jacob van den Bosch (Eindhoven)[8]
- Jan Bottema (Bussum)
- Jaap Buijs (Zaandam)
- Sytze Roelof Beinema, (Dordrecht)[9]
- Fritz Conijn (Alkmaar)
- Arie Jacobs Ouwehand (Katwijk aan Zee)
- Abraham Filippo (Rotterdam)
- Cornelis A Gehrels (Einhoven)
- Frits Gerhard Marie Conijn (Alkmaar)
- Gijs van Hall (Amsterdam)
- Walraven van Hall (Zaandam)
- Anton Kortlandt (Rotterdam)
- Marinus Spillenaar Bilgen (Ubbergen)
- Andries Theunissen (Dordrecht)
- Marinus Vaumont (Heemstede)
- Gerard Veldman (Alkmaar)
- Jan Willem Verbaan ('s-Gravenhage)
- Jan Verschure (Hilversum)
- Herman J. Visser (Rotterdam)
- Hendrik Geuvel Spits (Rotterdam)
- Vos de Mooij (Amsterdam)
- Arie Wassenaar (Katwijk aan Zee)
- Martien van der Hidde (Maassluis)
- Jac Lootsma Amsterdam
- Simon Hendrik Jonkman Amsterdam

## Slachtoffers van de Zeemanspot
In een brief van de secretaris van de stichting "De Zeemanspot" H.G. Spits aan de weduwe van de Rotterdamse verzetsstrijder Herman J. Visser verzoekt hij haar een foto van haar man. Het stichtingsbestuur wil een lijst samenstellen waarin alle deze foto "van hen, die mede door hun werk bij den Zeemanspot, hun kostbare leven verloren in dienst van het Vaderland". Het bestuur van de stichting is tevens van plan deze fotos een ereplaats te geven in het rust en herstellingsoord "De Witte Heul". Spits benoemt in deze brief de specifieke namen: Filippo, van Hall, Spillenaar Bilgen, Bottema, Gehrels, Kortlandt, Verbaan, Conijn, Verschure, Vaumont, van den Bosch en Visser.

## In het werk van W.F. Hermans
Medewerker Henk Jonkman was een buurman van de schrijver Willem Frederik Hermans in de Eerste Helmersstraat. Volgens Hans van Straten, Hermans' eerste biograaf, kwam informatie van Jonkman zo in de literatuur terecht: 'Jonkman werd gepakt en kreeg drie maanden cel. Weer thuisgekomen zat hij vol verhalen, die bij Hermans een gretig gehoor vonden. Die zou hij later gebruiken in De tranen der acacia's.' Jonkman was ook lid van de Landelijke Organisatie voor Hulp aan Onderduikers, waarvoor hij levensgevaarlijk werk deed, maar tegenover Hermans beperkte hij zijn informatie tot zijn werkzaamheden voor de Zeemanspot.

## Film
Over het verzetsverleden van Walraven van Hall en zijn broer Gijs van Hall is een gedramatiseerde bioscoopfilm gemaakt onder de titel Bankier van het verzet. De film draaide vanaf 8 maart 2018 in de Nederlandse bioscopen.